# Primorsk (Leningrad oblast)
 Ikke at forveksle med byen Primorsk i Kaliningrad oblast i Rusland og byen Prymorsk i Zaporizjzja oblast i Ukraine.
Primorsk (russisk: Примо́рск; indtil 1948 kendt som finsk: Koivisto og svensk: Björkö) er en by i den nordvestlige del af den europæiske del af Rusland. Byen har et indbyggertal på 6.334 (2024) indbyggere.
Primorsk ligger på det Karelske Næs ved kysten af den Finske Bugt, umiddelbart syd for byen Vyborg og ca. 137 kilometer vest for byen Sankt Petersborg. Byens havn er den næststørste russiske havneby ved Østersøen og den største olieudskibningshavn ved Østersøen.
Primorsk ligger i Vyborg rajon i Leningrad oblast.